# Ernest Victor Hareux
Ernest Victor Hareux (n. 18 februarie 1847, Paris, Franța – d. 16 februarie 1909, Grenoble, Franța) a fost un pictor francez de peisaje și scene de gen.

## Biografie
A dat dovadă de talent pentru desen la vârsta de zece ani și a studiat cu câțiva artiști cunoscuți, printre care Charles Busson, Émile Bin și Léon Germain Pelouse⁠(d). Prima sa expoziție la Salon⁠(d) a avut loc în 1868 și a expus în mod regulat de-a lungul vieții, primind o medalie clasa a treia în 1880. A fost numit membru al Société des Artistes Français în 1883.
Ocazional, a pictat în Normandia și în La Creuse⁠(d), unde s-a înscris la École de Crozant⁠(d) și l-a întâlnit pe Laurent Guétal, preot și pictor, care l-a invitat la Grenoble în 1887. Vremea rea frecventă de acolo l-a împiedicat să picteze și s-a descurajat, dar s-a întors din nou în anul următor.
În cele din urmă, a ajuns să prefere pictura în munți, împrietenindu-se cu Théodore Ravanat⁠(d) și cu alți membri ai coloniei de artiști din Proveysieux. De asemenea, a fost asociat cu École dauphinoise⁠(d), din care făceau parte Charles Bertier și Jean Achard, și a fost unul dintre membrii fondatori ai „Société des peintres de la montagne”.
În 1906 a fost numit Cavaler al Legiunii de Onoare. În anul următor, a fost ales la catedra nr. 48 la Académie Delphinale la Grenoble.